# Sekčov
Sekčov je řeka na východním Slovensku, v oblasti Šariše a protéká územím okresů Bardejov a Prešov. Je to významný levostranný přítok Torysy, měří 44 km a je tokem VI. řádu.
Pramení v Čergově na severovýchodním svahu masivu Bukového vrchu (1018 m n. m.) V nadmořské výšce přibližně 740 m n. m.
Od pramene teče nejprve na východ, opouští Čergov a vtéká do Raslavické brázdy (520,6 m n. m.) v Ondavské vrchovině, protéká severně od obce Hertník, severovýchodně od níž se stáčí na jih. Nejprve přibírá zleva první větší přítok Tichší potok, zprava potok vznikající v blízkosti Hertníků a následně v obci Bartošovce také zprava Pastevník. Následují pravostranné přítoky Hluboký potok, Fričkovský potok (324.6 m n. m.) a Diaľne na okraji Vaniškovců.
Dále teče na jihovýchod, výrazněji se vlní a protéká přes Raslavice, jižně od obce se obloukem stáčí opět k jihu, přibírá zleva nejprve Hrabovec (299.4 m n. m.; obcí protékají souběžně), pak Suchý potok a následně i pravostranný Laz. Vzápětí se prořezává úzkým průlomem přes masiv Ondavské vrchoviny, kde zprava přibírá přítok pramenící jihovýchodně od Žatkovců, slévá potok ze severních svahů Dubina (550,1 m n. m.), vytváří výrazný meandr a vtéká do Záhradnianské brázdy v Beskydském předhůří, severně od obce Demjata.
Protéká obcemi Demjata a Tulčík, kde přibírá zleva Čakaň, zprava Zápotok. Za obcí se znovu stáčí na jihovýchod, přibírá levostranný Dubinsky potok a vodnější pravostrannou Ternianku (269,5 m n. m.), protéká okrajem obce Fulianky a z levé strany přibírá potok pramenící západně od obce Podhorany. Velkým obloukem obtéká jihozápadním směrem masiv Kapušianského hradního vrchu s Kapušianským hradem nad pravým břehem a přibírá významnou levostrannou Ladianku a teče okrajem obce Kapušany. Tady už teče v severní části Košické kotliny, na krátkém úseku k obci Fintice nejprve na západ zvlněným korytem a od soutoku s potokem tekoucím zmíněnou obcí se výrazným obloukem stáčí na jih, přičemž až k Prešovu výrazně meandruje.
Protéká katastrálním územím města, při osadě Kúty přibírá další významný přítok, levostrannou Šebastovku (247,5 m n. m.). Pak vytváří další výrazný oblouk a řeka odděluje město na pravém břehu od Šarišských Luk, sídliště Sekčov a Solivar na levém břehu. Postupně přibírá levostranné přítoky; přítok protékající obcí Ľubotice, další vznikající východně od Šalgovíka – Šalgovícky potok, níže poblíž Solivar Solný potok a u Švábů ještě kratší potok pramenící západně od kóty 327,9 m v lokalitě Vyšné žlábky.
Nakonec se v jižní části města vlévá v nadmořské výšce 234 m do Torysy.

## Povodí Sekčove podle přítoků (ve směru toku)
Sekčov (P – pravostranný přítok, L – levostranný přítok)
- Tichší potok L
- Pastovník P
- Hlboký potok P
  - Krivý potok L
- Fričkovský potok P
  - Osikovský potok P
- Dělo P
  - Potôčik L
- Hrabovec L
  - Brodok P
  - Rešovka L
- Suchý potok L
- Laz L
  - Poddubinský jarok L
- Čekání L
- Zapotoka P
- Dubinsky potok L
- Ternianka P
  - Zadlhé P
  - Mošurovanka L
    - Zavadský potok L

  - Maliniak P
- Ladianka L
  - Trstianka P
  - Porubský potok L
  - Trnkovský potok L
  - Kapušiansky potok L
- Šebastovka L
  - Šebastovík L
- Šalgovícky potok L
- Solný potok L
  - Činalovský potok P
  - Baracký potok P
  - Solivarský kanál L